# 대구불로초등학교
대구불로초등학교(大邱不老初等學校, 영어: Daegu Bullo Elementary School)는 대한민국 대구광역시 동구에 있는 공립 초등학교이다.

## 학교 연혁
- 1983-12-08 설립인가
- 1984-04-06 대구불로국민학교 개교
- 1984-04-20 본관 4층 준공
- 1992-09-01 대구입석국민학교 7학급 분리
- 1996-03-01 대구불로초등학교로 개칭
- 2003-01-06 신관2층, 강당 준공
- 2007-09-01 본관 승강기 설치
- 2007-11-14 학교도서관 개관
- 2007-11-14 교실수업개선 시범학교 1차 운영보고회
- 2008-09-01 학교공원화사업 준공
- 2009-03-01 교원능력개발평가 연구학교형 선도학교
- 2010-09-01 제11대 박창환 교장 부임
- 2011-12-30 어린이 놀이시설 및 모래장 공사 불로갤러리 개관
- 2012-02-15 돌봄교실 후면 장판및벽지 교체공사
- 2012-09-19 화장실 온수시설 공사
- 2013-02-04 Wee클래스 준공
- 2013-02-14 제28회 112명 졸업(누적 총5,790명)
- 2013-03-01 24학급 편성(특수 1학급 포함)
- 2014-02-14 제29회 103명 졸업(총5,893명)
- 2014-03-01 제12대 백향선 교장 부임
- 2014-03-01 22학급 편성(특수1학급 포함)
- 2014-10-20 그린스쿨사업(친환경학교) 공사 착공
- 2015-02-10 그린스쿨 사업 준공(친환경학교 사업)
- 2015-02-17 제30회 95명 졸업(총5,988명)
- 2015-03-01 21학급 편성(특수1학급 포함)

## 특기 사항
- 1990-07-06 시교육청 연구학교 공개(체육교육)
- 1995-10-26 시교육청 컴퓨터교육 시범학교 공개
- 2003-10-30 시교육청 시범학교 공개(Y.P운영)
- 2007-03-01 시교육청 미술과교실 수업개선 시범학교 지정
- 2008-11-11 교실수업개선 시범학교 운영보고회
- 2009-07-17 교원능력개발평가 연구학교형 선도학교 지정
- 2010-03-01 시지정 시범학교(자율학교: 학력)
- 2011-03-01 교육복지우선지원사업 학교 지정(2011.3.1~2013.2.28)
- 2011-09-01 주5일 시범학교 선정
- 2011-12-13 영어교육 리더학교 선정
- 2012-05-29 제41회 전국소년체육대회 양궁 남자초등부 20M 358점 1위(금메달) 수상(당시 6학년 천성윤)
- 2012-08-07 학교평생학습관 지정
- 2013-04-09 다문화학생 교육지원 교원 연수학교 지정
- 2014-03-01 협력학습 실천학교 선정
- 2015-03-01 협력학습 실천 시범학교 지정